# Gabriel Tabeu
Gabriel Tabeu, dit « Wambo le Courant », est une des trois personnes, avec Ernest Ouandié et Raphaël Fotsing, à avoir été exécutées à Bafoussam le 15 janvier 1971, dans le cadre de la lutte contre les nationalistes camerounais.

## Biographie

### Carrière de nationaliste
Il meurt exécuté par fusillade à Bafoussam. 